# Hans Kossmann
Hans Kossmann (* 14. März 1962 in Vancouver, British Columbia) ist ein ehemaliger schweizerisch-kanadischer Eishockeyspieler und derzeitiger -trainer.

## Karriere
Kossmann, der auf der Position des Verteidigers spielte, war im Verlauf seiner Spielerkarriere in der Nationalliga B und 1. Liga für den Genève-Servette HC, SC Küsnacht, EHC Dübendorf, EHC Bülach, SC Rapperswil-Jona, Lausanne HC und HC Ajoie aktiv. In insgesamt 232 NLB-Spielen erzielte er 209 Scorerpunkte.
Nach Beendigung seiner aktiven Laufbahn wurde er im Verlauf der Saison 1995/96 Cheftrainer des HC Ajoie. In der folgenden Saison stand er in derselben Position beim HC Luzern hinter der Bande. Von 1997 bis 1999 unterstützte er seinen Landsmann Paul-André Cadieux als Assistenztrainer beim NLB-Club EHC Biel. Es folgte eine Spielzeit in selbiger Funktion bei Fribourg-Gottéron in der Nationalliga A. In der Saison 2000/01 war Kossmann Cheftrainer beim HC Sierre, in den darauffolgenden sieben Jahren war er als Assistenztrainer beim Genève-Servette HC tätig. Während dieser Zeit unterstützte er Servette-Cheftrainer und Club-Mitbesitzer Chris McSorley.
Anschliessend wurde er vom Lausanne HC engagiert und arbeitete dort mit Cheftrainer Dany Gélinas zusammen. Eine weitere Station als Assistenztrainer war von 2009 bis 2011 der SC Bern, mit dem er 2010 unter Larry Huras die Schweizer Meisterschaft gewann. Im April 2011 wurde er von Fribourg-Gottéron als Cheftrainer verpflichtet. Dort löste er den interimistisch tätigen René Matte in dieser Funktion ab, der Kossmanns Assistent wurde. Parallel dazu übernahm Kossmann das Amt des Sportchefs und erreichte mit Gottéron zweimal das Halbfinale und einmal das Playoff-Finale. Im Oktober 2014 wurde er von seinem Klub nach einer Niederlagenserie entlassen.
Nach der Entlassung von Serge Pelletier wurde Hans Kossmann im Oktober 2015 als neuer Trainer des HC Ambrì-Piotta eingestellt. Am 30. Januar 2017 entband Ambrì Kossmann nach sechs Niederlagen in Folge von seinen Aufgaben, die Mannschaft stand zu diesem Zeitpunkt auf dem letzten NLA-Tabellenrang.
Ende Dezember 2017 übernahm er bei den ZSC Lions das Amt des Übergangscheftrainers. Die Zürcher hatten zuvor Hans Wallson entlassen und übertrugen Kossmann die Aufgabe, die Mannschaft bis zum Ende der Spielzeit 2017/18 zu betreuen, ehe Serge Aubin im Sommer 2018 den Posten des ZSC-Trainer antreten würde. Kossmann führte den ZSC im Frühjahr 2018 zum Gewinn der Schweizer Meisterschaft. In der Endspielserie gegen Lugano setzte sich seine Mannschaft mit 4:3-Siegen durch.
Am 23. Oktober 2018 wurde Kossmann von den Grizzlys Wolfsburg (Deutsche Eishockey Liga) verpflichtet, die zu diesem Zeitpunkt auf dem vorletzten Platz der Liga standen. Ihm gelang es nicht, die Niedersachsen in die Play-offs zu führen, am Ende der Saison 2018/19 trennten sich Kossmann und die Wolfsburger. Ende Januar 2020 unterschrieb er einen bis zum Saisonende 2019/20 befristeten Vertrag als neuer Cheftrainer des SC Bern und wurde somit Nachfolger des entlassenen Kari Jalonen. Nach der Saison 2019/20 wurde er durch Don Nachbaur ersetzt.

## Erfolge und Auszeichnungen
- 1990 Aufstieg in die Nationalliga B mit dem EHC Bülach
- 1994 Schweizer NLB-Meister und Aufstieg in die Nationalliga A mit dem SC Rapperswil-Jona
- 1995 Schweizer NLB-Meister und Aufstieg in die Nationalliga A mit dem Lausanne HC
- 2001 Aufstieg in die Nationalliga A mit dem Genève-Servette HC (als Assistenztrainer)
- 2008 Schweizer Vizemeister mit dem Genève-Servette HC (als Assistenztrainer)
- 2009 Schweizer NLB-Meister mit dem Lausanne HC (als Assistenztrainer)
- 2010 Schweizer Meister mit dem SC Bern (als Assistenztrainer)
- 2018 Schweizer Meister mit den ZSC Lions

## Persönliches
Kossmann wurde in Vancouver geboren und wuchs im Ort Smithers in der kanadischen Provinz British Columbia auf. Im Alter von 22 Jahren ging er in die Schweiz. Sein Vater stammt aus Schaffhausen und war mit 23 Jahren nach Kanada ausgewandert.

## Karrierestatistik
(Legende zur Spielerstatistik: Sp oder GP = absolvierte Spiele; T oder G = erzielte Tore; V oder A = erzielte Assists; Pkt oder Pts = erzielte Scorerpunkte; SM oder PIM = erhaltene Strafminuten; +/− = Plus/Minus-Bilanz; PP = erzielte Überzahltore; SH = erzielte Unterzahltore; GW = erzielte Siegtore; 1 Play-downs/Relegation; Kursiv: Statistik nicht vollständig)